# David Hemmings
David Hemmings, född 18 november 1941 i Guildford i Surrey, död 3 december 2003 i Bukarest i Rumänien, var en brittisk skådespelare.

## Biografi
Redan som nioåring började David Hemmings turnera med English Opera Group som pojksopran. 1954 sjöng han rollen som gossen Miles vid premiären av Benjamin Brittens opera The Turn of the Screw. Efter att ha inträtt i målbrottet ägnade han sig istället åt måleri och hade vernissage i London, 15 år gammal. Han började sedan sjunga igen på olika nattklubbar och gjorde filmdebut 1957 i Saint Joan.
Han fick sitt stora genombrott 1966 i Blow-up – förstoringen. Kortvuxen, med stora känsliga blå ögon och blont hår fick han sedan flera framgångar i ett antal filmer.
I början på 1970-talet började han ägna sig åt att regissera samt att skriva noveller.
Gift 1968-1975 med skådespelerskan Gayle Hunnicut. Tillsammans är de föräldrar till skådespelaren Nolan Hemmings.
Han dog av en hjärtattack under en filminspelning i Rumänien.

## Filmografi (i urval)
- 1957 – Saint Joan
- 1962 – De unga rebellerna
- 1963 – Live It Up!
- 1966 – Blow-up – förstoringen
- 1967 – Camelot
- 1968 – Barbarella
- 1970 – Farligt möte
- 1974 – Juggernaut
- 1979 – En studie i skräck
- 1984 – Airwolf (TV-serie)
- 1989 – The Rainbow
- 1992 – Dark Horse (regi)
- 2000 – Gladiator